# Göfis
Göfis ist eine Gemeinde in Österreich in Vorarlberg im Bezirk Feldkirch mit 3332 Einwohnern (Stand 1. Jänner 2025).

## Geografie
Göfis liegt im westlichsten Bundesland Österreichs, Vorarlberg, im Bezirk Feldkirch auf 558 Metern Höhe. Göfis ist das Tor zum Walgau, der sich bis nach Nüziders erstreckt. 49,2 Prozent der Fläche (9 km²) sind bewaldet.

### Gemeindegliederung
Es gibt nur die Katastralgemeinde Göfis.

### Nachbargemeinden
| Feldkirch |                                             | Rankweil |
|           | Kompassrose, die auf Nachbargemeinden zeigt |          |
| Frastanz  |                                             | Satteins |

## Geschichte
Der Name, in den ältesten urkundlichen Belegen „Segavio“ lautend. In Urkunden des Klosters St. Gallen aus dem Zeitraum 774 bis 920 finden sich Schreibweisen zu Orten in Vorarlberg, u. a. Segavia für Göfis im Jahr 851. Segavia bzw. Segaviao ist ebenso wie der des örtlichen Burgnamens Sigberg vom keltischen „segos“ (Sieg, Kraft, Stärke) abgeleitet und bezeichnet eine befestigte Siedlung.
Sigberg bedeutet dasselbe wie das romanische „Montfort“. Es liegt nahe, diesen Namen auf die Heidenburg zurückzuführen, deren Ruinen teils als spätrömisch, teils als frühmittelalterlich festgestellt wurden. Die dort gemachten Funde gehen bis in die Frühbronzezeit zurück und weisen auf einen sehr alten Siedlungsboden hin.
In der spätrömischen Zeit hatte die Heidenburg als Fluchtburg strategische Bedeutung. In ihrem Gelände wurde eine dem 6. Jahrhundert angehörige christliche Kultstätte gefunden. In das Licht der urkundlichen Überlieferung tritt Göfis ab der Mitte des 9. Jahrhunderts. Das rätische Güterverzeichnis von ca. 842 nennt die königlichen Lehen des Jägers Bercharius und des Fontejanus in Göfis. Seit dem 13. Jahrhundert waren in Göfis verschiedene montfortische Ministerialengeschlechter anzutreffen: die Ritter von Göfis seit 1209 sowie die Ritter von Sigberg. Letztere halten sich bis ins 15. Jahrhundert. Sie haben einen größeren Lehenbesitz inne und gehören teilweise der hohen Geistlichkeit in Chur zu. Ihr Stammsitz ist die an dem strategisch wichtigen Illübergang nach Frastanz gelegene Sigburg.
Die Habsburger regierten die Orte in Vorarlberg wechselnd von Tirol und Vorderösterreich (Freiburg im Breisgau) aus. Von 1805 bis 1814 gehörte der Ort zu Bayern, dann wieder zu Österreich. Zum österreichischen Bundesland Vorarlberg gehört Göfis seit der Gründung 1861.
Der Schwarze See an der Gemeindegrenze zu Satteins entstand im Spätmittelalter durch einen Bergsturz vom Spiegelstein. Zeuge dieses mittelalterlichen Großereignisses ist die heute noch sichtbare Naturnarbe des Verheitenschrofen. 1876 ereignete sich neuerlich ein Felssturz, bei dem auch ein Teil des Fahrwegs verschüttet wurde. Der Ort war 1945 bis 1955 Teil der französischen Besatzungszone in Österreich.
Beim Hochwasser 2005 wurden durch die Wassermassen der Ill in der Parzelle Schildried im Gemeindegebiet Schäden verursacht. Dadurch, dass der Ortsteil direkt an der Ill liegt, die bereits mehrmals über die Ufer getreten ist, wurde eine Absiedlung der dort ansässigen Bewohner in die Wege geleitet. In weiterer Folge wurde das gesamte Gebiet in eine Ausgleichsfläche umgewandelt, um bei einem weiteren Hochwasser das übergetretene Flusswasser aufnehmen zu können. Die Aufräumarbeiten und die finanzielle Entschädigung der Bewohner waren für eine Gemeinde dieser Größe erhebliche finanzielle Posten.

### Bevölkerungsentwicklung
Der Ausländeranteil lag Ende 2002 bei 7,4 %.
Das Bevölkerungswachstum der letzten Jahrzehnte beruht auf einer positiven Geburtenbilanz. Die Wanderungsbilanz ist nahe null.
Mit Jahresbeginn 2024 hatten 3589 Personen ihren Wohnsitz in der Gemeinde Göfis gemeldet – am 1. Jänner 2023 hatte die Einwohnerzahl in Göfis 3605 Personen betragen.

## Kultur und Sehenswürdigkeiten

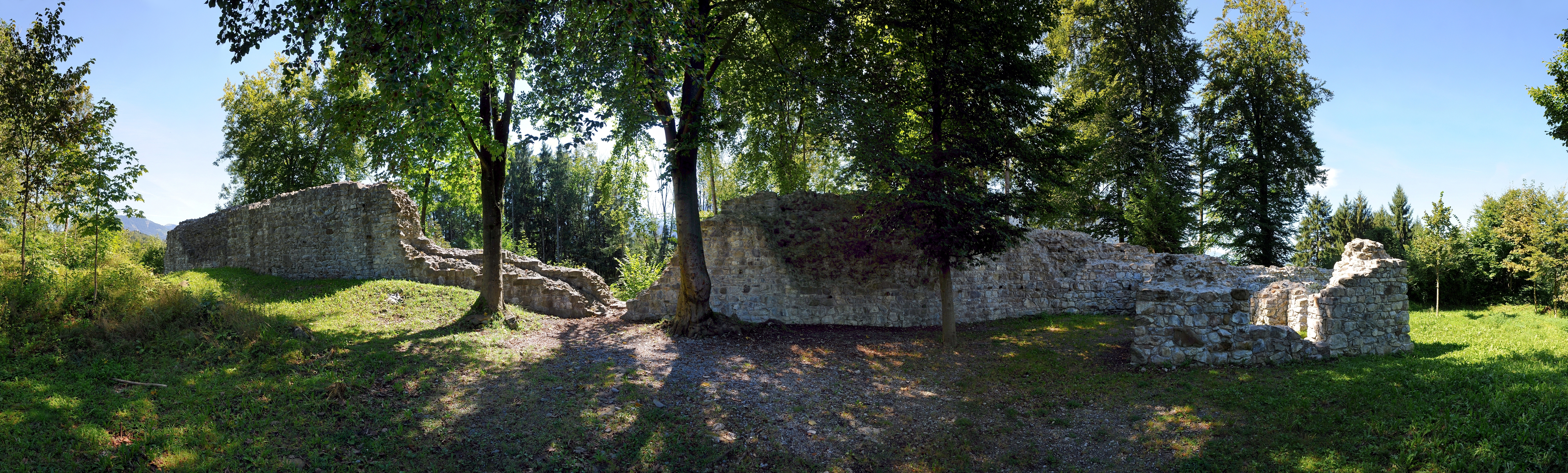
Ruine Sigberg

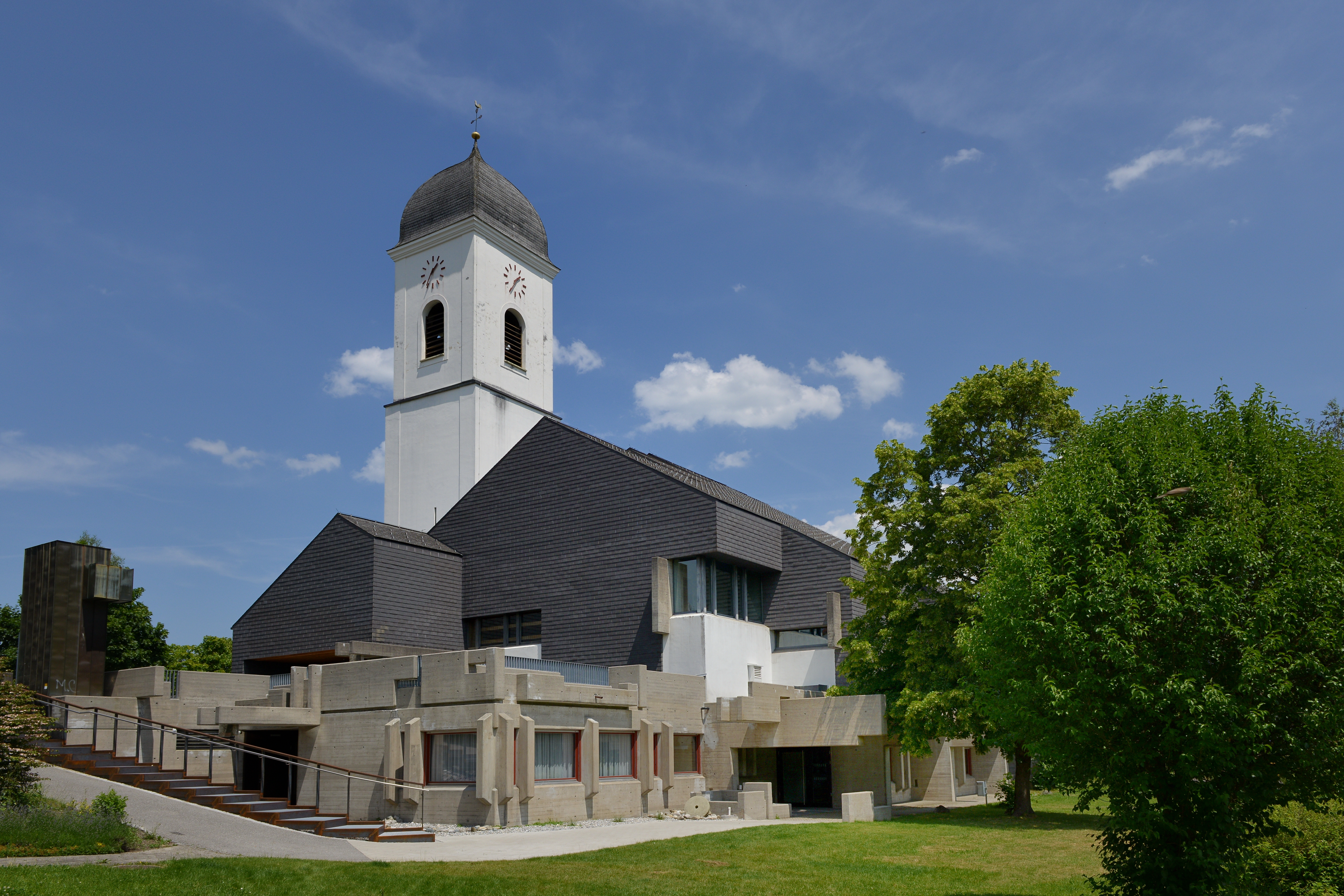
Pfarrkirche Göfis

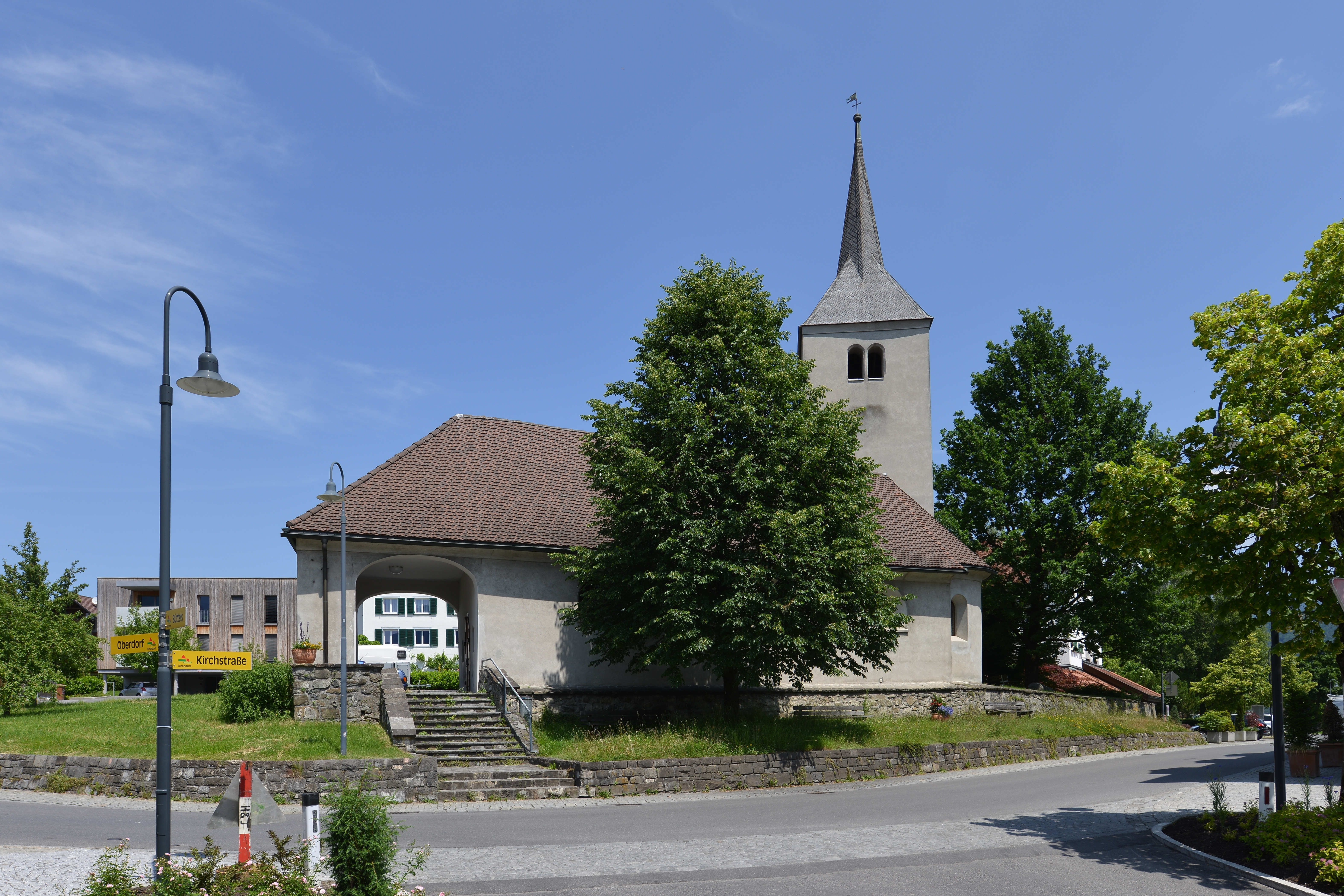
Kapelle hl. Sebastian

- Burg Sigberg: Die Burganlage befindet sich auf einem niederen, von Natur aus wenig geschützten Hügel im Göfner Ried, oberhalb der Frastanzer Illbrücke. Seit 2001 wird die Anlage restauriert und auf der Ruine gibt es das jährliche Burgfest.[12]
- Ruine Heidenburg: Auf einem langgestreckten, zum Teil senkrecht abfallenden Bergrücken östlich vom Ort finden sich Mauerreste einer einfachen, hochmittelalterlichen Burganlage. Die Reste der Mauerwerksstruktur weisen auf eine Entstehung nicht vor 1100 hin. An der ganzen Anlage wurden 1939 bis 1941 sowie 1945 und 1947 archäologische Ausgrabungen durchgeführt.
- Katholische Pfarrkirche Göfis hl. Luzius: Die Kirche St. Luzius wurde 1503 von Hans Sturn erbaut, der zuvor schon die Dompfarrkirche St. Nikolaus in Feldkirch errichtet hatte. In den Jahren 1970 bis 1975 erfolgte ein umfangreicher Umbau der Kirchenanlage. Im Inneren der Kirche befinden sich Arbeiten des Bildhauers Erasmus von Kern. Bei Ausgrabungen im Bereich der heutigen Pfarrkirche wurden die Grundmauern einer Kirche aus dem 9. Jahrhundert – aus karolingischer Zeit – freigelegt.
- Kapelle Hl. Sebastian: 1429 wurde die Sebastianskapelle geweiht.
- Gletschertopf: Im Rahmen der Bauarbeiten des Ambergtunnels wurde im Gemeindegebiet von Göfis ein Gletschertopf entdeckt.
- Hochmoor Gasserplatz bei Göfis.
- Im Februar 2021 wurde vor der Kapelle im Unterdorf ein Stolperstein zum Gedenken an Carl Lampert verlegt, der von den Nazis hingerichtet und von der katholischen Kirche selig gesprochen wurde.[13]

## Wirtschaft und Infrastruktur
Am Ort gab es im Jahr 2003 43 Betriebe der gewerblichen Wirtschaft mit 223 Beschäftigten und 22 Lehrlingen. Lohnsteuerpflichtige Erwerbstätige gab es 1189.

### Verkehr
Im Ortsgebiet von Göfis verläuft die Rheintal/Walgau Autobahn mit der Anschlussstelle „Feldkirch-Frastanz“; sie ist für normale Kraftfahrzeuge aus Göfis nur über Feldkirch oder Frastanz erreichbar. Ein großer Teil des Ambergtunnels liegt unterhalb des Ortsgebietes von Göfis, weshalb z. B. auch die zweite Röhre vom Göfner Pfarrer eingeweiht wurde.

### Vereine
Musikverein Göfis, Orts- und Jugendfeuerwehr Göfis, Turnerschaft Göfis, Sportclub Göfis, EHC Göfis, Obst- und Gartenbauverein, Sparverein Waldrast Göfis, Union Tischtennis Club Göfis, Feitl Club Göfis Tufers

### Bildung
In Göfis gibt es zwei Volksschulen, drei Kindergärten und eine Kinderbetreuung ab 1,5 Jahren.

## Politik

### Gemeindevertretung
In Vorarlberg wählen die Bürger alle fünf Jahre die Mitglieder der Gemeindevertretung durch Ankreuzen eines Listen-Wahlvorschlages bzw. durch Mehrheitswahl, wenn kein Listenvorschlag vorliegt. Weiters den Bürgermeister durch Ankreuzen eines Wahlvorschlages.

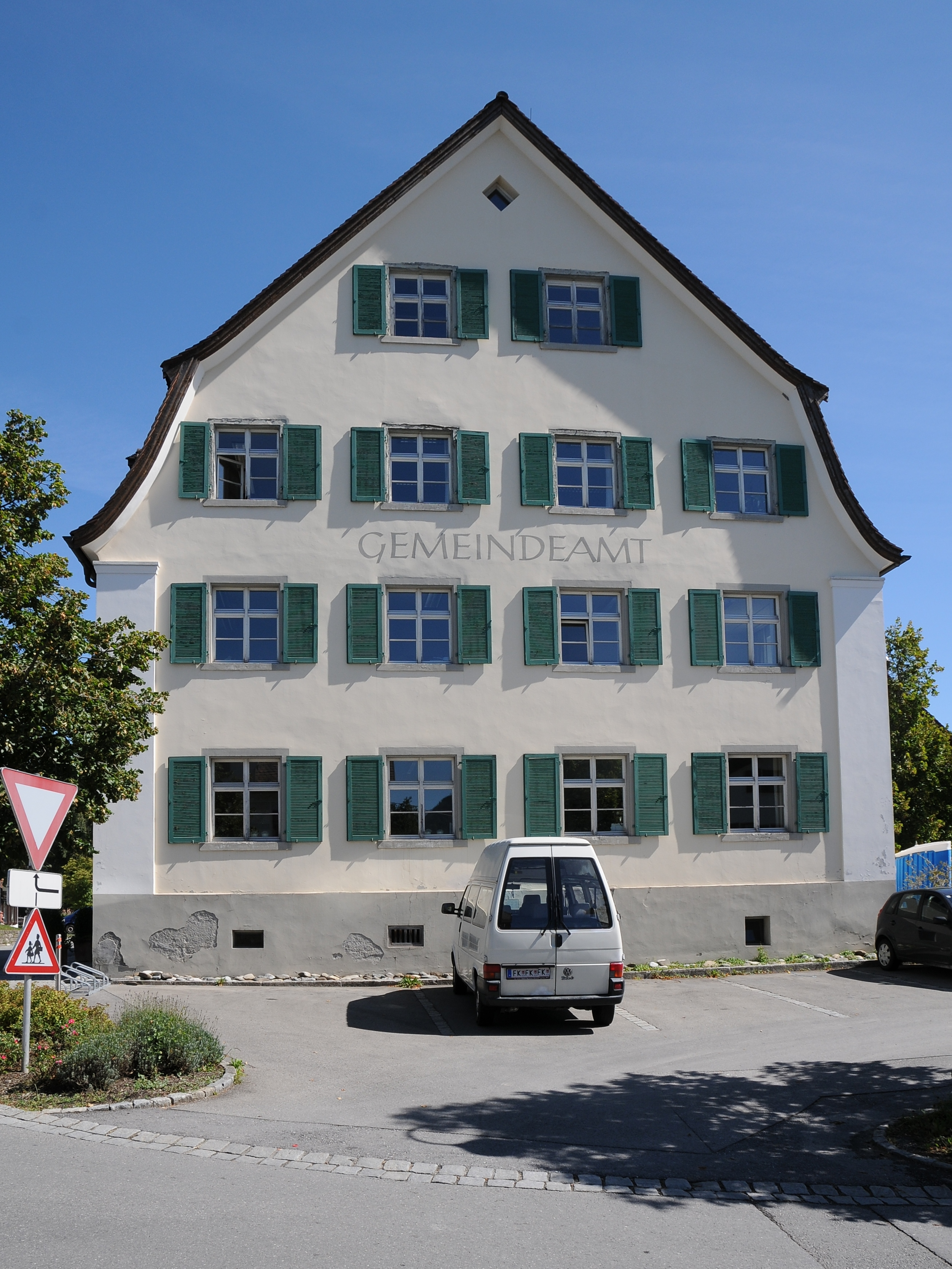
Gemeindeamt Göfis

Die Gemeindevertretung wählt in der konstituierenden Sitzung aus ihrer Mitte – sofern keine Wahl durch die Bürger zustande kam – gemäß § 61 Gemeindegesetz einen Bürgermeister und dann einen mindestens dreiköpfigen Gemeindevorstand. Die Zahl dieser „Gemeinderäte“ darf aber gemäß § 55 den vierten Teil der Zahl der Gemeindevertreter nicht übersteigen.
Der Bürgermeister führt den Vorsitz bei den generell öffentlichen Sitzungen der Gemeindevertretung, in denen kommunale Belange besprochen und Beschlüsse gefasst werden. Beobachter haben kein Mitspracherecht und kein Stimmrecht. Die Gemeindevertretung kann nach Bedarf Ausschüsse bestellen. Sitzungen des Gemeindevorstandes und der Ausschüsse sind nicht öffentlich.

#### Sitzverteilung nach den Wahlen
- Gemeindevertretungswahlen 1985: Gemeinsame Wählergr. 14, Soz.u.unabh.Wählerg. 4, Altern. Bürgerliste 3.[16]
- Gemeindevertretungswahlen 1990: Gemeinsame Wählergr. 11, Bürgerliste 6, Soz.u.unabh.Wählerg. 4.[17]
- Gemeindevertretungswahlen 1995: Offene Dorfliste 14, FPÖ 4, Bürgerliste 4, SPÖ 2.[18]
- Gemeindevertretungswahlen 2000: Offene Dorfliste 13, FPÖ 6, GRÜNE 4, SPÖ 1.[19]
- Gemeindevertretungswahlen 2005: Dorfliste 14, GRÜNE 6, FPÖ 3, SPÖ 2.[20]
- Gemeindevertretungswahlen 2010: Dorfliste 10, GRÜNE 9, FPÖ 5.[21]
- Gemeindevertretungswahlen 2015: Dorfliste 10, GRÜNE 10, FPÖ 4.[22]
- Gemeindevertretungswahlen 2020: Dorfliste 14, GRÜNE 8, FPÖ 1, Freie Bürgerpartei 1.[23]
- Gemeindevertretungswahlen 2025: Dorfliste 14, GRÜNE 8, FPÖ 2.[24]

### Bürgermeister
- 1945–1945 Rupert Lampert[25]
- 1945–1955 Franz Lampert[25]
- 1955–1965 Franz Morscher[25]
- 1965–1970 Georg Lampert[25]
- 1970–1991 Rudolf Lampert[25]
- 1991–2018 Helmut Lampert[25][26][27]

- seit 2018 Thomas Lampert (Dorfliste Göfis)[28][29]

### Wappen
Das Wappen wurde der Gemeinde am 21. Juli 1969 verliehen. Es zeigt auf einem gespaltenen Schild rechts in goldenem Feld eine grüne, entwurzelte Linde und links in rotem Feld einen nimbierten König mit silbernem Gewand und Mantel, goldener Krone, Zepter und Reichsapfel.
Das Gemeindewappen entstand nach einem Entwurf des Schrunser Künstlers und Heraldikers Konrad Honold. Die Linde versinnbildlicht den Götterbaum der Bewohner der Heidenburg, der König symbolisiert den heiligen Luzius, den ersten Bischof von Chur.

### Partnergemeinden
- Seit 1997 ist Bad Blumau in der Steiermark Partnergemeinde von Göfis.[32]

## Persönlichkeiten

### Söhne und Töchter der Gemeinde
- Carl Lampert (1894–1944), katholischer Geistlicher
- Klaus Schöch (1947–2008), Theaterschauspieler und Kabarettist

### Mit der Gemeinde verbundene Persönlichkeiten
- Othmar Danesch (1919–2014), Naturfotograf
- Katharina Liensberger (* 1997), Skirennläuferin
- Greti Schmid (* 1954), Politikerin (ÖVP)